# 沢口みき
沢口 みき（さわぐち みき、1975年9月1日 - ）は、日本のAV女優。血液型B型、身長：161cm 、スリーサイズ：B101・W60・H87、Jカップ。

## 略歴
神奈川県出身。1995年頃から水着モデル、ヌードモデルとして活動を始め、日本テレビ系列の深夜枠、『どんまい!! VARIETYSHOW&SPORTS』の『ロバの耳そうじ』（月曜）や『紳助のサルでもわかるニュース』（火曜）に不定期出演。12月にはリーガル出版からイメージビデオ『B-101』が発売される。
1996年1月に『顔よりデカイの見っけ』でAVデビュー。半年の活動で引退、吉本興業のタレントとして活動するが、1997年10月にAVにカムバックする。
『ギルガメッシュnight』や『トゥナイト2』出演時は、持ち前のJカップバストをテレビで曝け出して披露していた。
2000年1月にはアルケミーレコードから『私の胸でおねむりなさい』を発売しCDデビュー。
開設した自身のTwitterでは、アダルトとは違う様々な知識を披露している。
2023年現在は吉原ソープランド勤務

## 作品

### アダルトビデオ
- 顔よりデカイの見っけ 沢口みき（1996年1月18日、VHS メシア）
- "爆乳娘" 101cm Jカップ 沢口みき（1996年2月22日、VHS メシア）
- "爆乳娘" うるとらの乳 沢口みき（1996年3月21日、VHS メシア）
- 恥骨フェチ2 沢口みき（1996年4月、VHS SOD）
- "爆乳娘" 乳んプリプリ 沢口みき（1996年5月16日、VHS メシア）
- "爆乳娘" 伝家の宝乳（1996年7月11日、VHS メシア）
- "爆乳娘" 乱乳突撃 沢口みき（1996年10月3日、VHS メシア）
- 乳帰る（1997年10月25日、VHS クリスタル映像）
- スーパー女教師濃縮痴漢電車（1997年、VHS 笠倉出版社）
- ザ・爆乳Vol.27（1997年、VHS VCA）
- 爆乳あばんちゅーる 沢口みき（1997年11月22日、VHS クリスタル映像）
- 巨乳BOMBER（1997年12月7日、VHS メディアステーション）
- 危ない放課後 新・女教師スペシャル（1997年12月24日、VHS V&Rプランニング）
- エレクトクイーン10連発 Part2（1998年2月21日、VHS クリスタル映像）
- ゴールデンカップス Part2（1998年6月4日、VHS クリスタル映像）
- 先生のおっぱい（1998年6月15日、VHS フリービジョン）
- おしおき3 社長と秘書（1998年6月、VHS ハリウッドフィルム）
- 体育館のウラに連れ込まれた巨乳女教師 美人女教師たちと女子校生（1998年9月11日、VHS アテナ映像）
- OL百合族 爆乳レズビアン（1998年9月25日、VHS シネマジック）…共演:風間ゆみ
- 超乳（1998年、VHS 笠倉出版）
- 超巨乳伝説（1998年、VHS 笠倉出版）
- 爆乳・女教師痴漢電車（1998年、VHS 笠倉出版）
- 満員電車巨乳痴漢（1998年、VHS 二見書房）
- 陵辱異議なし 女総会屋レイプ（1998年7月、VHS アタッカーズ）
- Beajean4 沢口みき（1998年12月、VHS 桃太郎映像出版）
- となりのお姉さんはJカップ（1999年、VHS ビッグモーカル）
- 裏・監禁プレイ（1999年、VHS フリーク）
- 爆乳ビデオマガジン・ボイン専科2（1999年、VHS トパーズ）
- 爆乳コスプレイヤーズ・1999年、VHS シャイ）…他出演:水原晶、市川亜紀
- 大爆乳の復活III（1999年4月23日、VHS STAR）
- 爆乳ビデオマガジン ボイン専科2（1999年4月26日、VHS トパーズ）
- 爆乳コスプレイヤーズ5 恥臭汁出しJ.G.G 下町三乳大決戦(1999年5月23日、VHS シャイ）
- ワンダフルボディー（1999年5月、VHS ZIPZAP）
- エロモン系 爆乳王（1999年6月、VHS プラチナドラゴン）
- 爆乳6（1999年9月、VHS 笠倉出版）
- 白乳お嬢様（1999年9月21日、VHS STAR）
- 大爆乳の復活2（1999年9月、VHS STAR）
- 爆乳6（1999年、VHS 笠倉出版）
- プライベート・ソープ 沢口みき（1999年10月25日、VHS DYK）
- 裏・監禁プレイ（1999年11月26日、VHS タキオン）
- 爆乳アイドル90分抜きまくりスペシャル（2000年1月28日、VHS STAR）
- プライベート・ソープ ディレクターズカットVol.1（2000年3月25日、VHS DYK）
- 加藤鷹十番勝負 Veryナイスな女たち（2000年8月3日、VHS クリスタル映像）
- 美乳×巨乳 CLIMAX 20（2000年10月27日、VHS クリスタル映像）※オムニバス
- 死夜悪THE BEST8〜巨乳セレクト（2001年、DVD アタッカーズ）※オムニバス
- 20世紀を彩った10人の美女（2001年3月16日、DVD ホットエンターテイメント）※オムニバス
- 爆乳伝説1（2001年6月15日、DVD グラフティジャパン）
- OL百合族 爆乳レズビアン（2002年10月4日、DVD シネマジック）…共演:風間ゆみ
- 巨乳ベストセレクション VOL.2（2002年3月9日、DVD SOD）※オムニバス
- お姉さんは好きですか? 巨乳セレクション Vol.1（2002年6月、DVD RADIX）
- 女教師全裸巨乳番付（2002年9月13日、DVD デジタルドリーム）
- AV20年史 Deluxe I（2002年12月20日、DVD ディースリー）※オムニバス
- 巨乳天国（2003年1月、DVD RADIX）
- 爆乳ナース&女医 Deluxe（2003年2月14日、DVD ディースリー）※オムニバス
- 巨乳 Queens Deluxe（2003年6月13日、DVD デジタルドリーム）
- ナース20年史 Deluxe1（2003年7月8日、DVD デジタルドリーム）
- レズDeluxe1（2003年8月8日、DVD デジタルドリーム）
- 死夜悪The Best30 爆乳破壊編（2003年、DVD アタッカーズ）
- 爆乳巨乳美乳20年史 Deluxe I（2004年1月30日、DVD ディースリー）※オムニバス
- 巨乳女狩り16（2004年2月24日、DVD クリスタル映像）
- 新婚妻は裸にエプロン3（2004年3月18日、DVD クリスタル映像）
- ボインtheボイン 爆乳熟女（2004年3月23日、DVD クリスタル映像）
- 巨乳女狩り8（2004年4月23日、DVD クリスタル映像）
- マル秘女校医6（2004年5月27日、DVD クリスタル映像）
- 女教師輪姦陵辱（2004年7月8日、DVD SOD）
- 猥乳の追憶（2004年7月23日、DVD 大洋図書）
- ソフトオンデマンド 特選女優名鑑 第三巻 さ行 永久保存版（2004年8月5日、DVD SOD）
- BOINS 4時間 お姉さんのこと好き?（2004年9月24日、DVD ビッグモーカル）
- SUPER MAX VOL.2 レイプ4時間（200年10月22日、DVD イエローボックス）
- 爆乳女医（2004年11月15日、DVD マドンナ）
- 巨乳×爆乳 GRANDPRIX SPECIAL7（2004年12月10日、DVD クリスタル映像）
- 義理姉妹（2004年12月15日、DVD マドンナ）…共演:加山なつこ
- 悲恋妻〜火遊びの代償〜（2005年1月15日、DVD マドンナ）
- 艶熟 中出し（2005年3月3日、DVD グローリークエスト）
- 超絶レズバトル2 団地妻対決（2005年3月17日、DVD ディープス）…共演:結衣美沙
- 爆乳ぷかぷか温泉 ズブ濡れハッスル大乱交!（2005年5月25日、DVD マドンナ）…共演:友崎亜希、田村のぶえ
- 巨乳女狩り 8時間100連発!!（2006年1月27日、DVD クリスタル映像）
- 熟女レズ総集編4時間（2006年3月25日、DVD マドンナ）
- 巨乳淫乱熟女総集編4時間（2006年7月25日、DVD マドンナ）
- 和服義母レイプ（2007年1月19日、TMA）…他出演:葉月由良、翔田千里、白鳥美鈴
- 義母 息子狩り（2007年2月16日、GLAY'z）…他出演:葉月由良、翔田千里、白鳥美鈴

他多数出演

## 出演映画
- 実録性犯罪 都会の禁猟区（1999年10月22日 TMC）…共演:森本みう、宮澤ゆうな、奈賀毬子

## 出演番組
- ロバの耳そうじ (日本テレビ)
- 紳助のサルでもわかるニュース (日本テレビ)
- 爆走ポンチーズ（テレビ朝日）レギュラー出演
- YOUNGのウフフ（テレビ東京）レギュラー出演
- ハレホレバーレスク（TBSテレビ）
- ダウンタウンDX（読売テレビ）
- ドキッまるごと水着　女だらけの水泳大会（フジテレビ）
- かざあなダウンタウン（テレビ朝日）
- スーパージョッキー（日本テレビ）[2]
- トゥナイト2（テレビ朝日）[3]
- 爆笑問題のボスキャラ王（テレビ朝日）
- たけしの誰でもピカソ（テレビ東京）
- ギルガメッシュないと（テレビ東京）
- アルテミッシュNIGHT（テレビ東京）
- 天職OH！（東海テレビ））

## CD
- 私の胸でおねむりなさい（アルケミーレコード）
- 子宮と人（アルケミーレコード）

## ビデオゲーム
- 濡れてみたいの (2000年 日本物産)